# Marcin Popkiewicz
Marcin Witold Popkiewicz (ur. 27 października 1970) – polski dziennikarz naukowy i popularyzator nauki specjalizujący się w klimatologii, energetyce i analizach megatrendów.

## Życiorys
Uczył się XLIV Liceum Ogólnokształcącym w Warszawie. W 1988 oraz 1989 był laureatem Olimpiady Astronomicznej. Ukończył fizykę na Uniwersytecie Warszawskim i posługuje się tytułem zawodowym magistra.  Współautor portali „Ziemia na rozdrożu” oraz Nauka o klimacie; autor książek o klimacie i energetyce. Jako komentator gości w polskich mediach, m.in. w TVN24. Za swoją działalność dziennikarsko-popularyzatorską otrzymał nagrody: „Dziennikarze dla klimatu 2015”, „Economicus 2016” oraz wraz z zespołem serwisu Nauka o klimacie pierwszą nagrodę w konkursie PAP i MNiSW w 2018 roku za „najlepszy zespół popularyzujący naukę w Polsce”.
Jest ojcem dwójki dzieci. Entuzjasta wycieczek rowerowych, nurek i sternik jachtowy.

## Książki
- 2012: Świat na rozdrożu, Sonia Draga, Katowice, ISBN 978-83-7508-520-4
- 2015: Rewolucja energetyczna. Ale po co?, Sonia Draga, Katowice, ISBN 978-83-7508-667-6
- 2015: Polski węgiel, Wydawnictwo Krytyki Politycznej, Warszawa, ISBN 978-83-64682-77-3; praca zbiorowa – wśród autorów Edwin Bendyk, Urszula Papajak, Michał Sutowski
- 2018: Nauka o klimacie, Sonia Draga, Katowice, ISBN 978-83-8110-659-7 – razem z Szymonem Malinowskim i Aleksandrą Kardaś
- 2022: Zrozumieć transformację energetyczną, Sonia Draga, Katowice, ISBN 978-83-66661-90-5

## Nagrody
- 2015: I miejsce w konkursie „Dziennikarze dla klimatu”[11]
- 2016: Promotor Energetyki Odnawialnej[12]
- 2016: Economicus, I miejsce w kategorii pierwszej: „Najlepsza książka szerząca wiedzę ekonomiczną”[13]
- 2017: Popularyzator Nauki, wspólnie z innymi redaktorami portalu Nauka o klimacie[14]